# Fryda Sterberg-Fenichlowa
Fryda Sterberg-Fenichlowa lub Sternberg-Fenichlowa (ur. 1909 w Krakowie, zm. 1943 w Nowym Sączu) – polska malarka żydowskiego pochodzenia.

## Życiorys
Była absolwentką Szkoły Sztuk Zdobniczych i Przemysłu Artystycznego w Krakowie. W latach 1932–1935 studiowała na Akademii Sztuk Pięknych w Krakowie pod okiem Władysława Jarockiego i Józefa Mehoffera. Zginęła w 1943 w Nowym Sączu zamordowana przez gestapo.
Jej prace były wystawiane na ostatniej wystawie zorganizowanej przez Zrzeszenie Żydowskich Artystów Malarzy i Rzeźbiarzy w Krakowie w 1939 roku.